# Sentimenti della Nazione
I Sentimenti della Nazione è un documento scritto da José María Morelos y Pavón e presentato al congresso di Chilpancingo il 13 settembre 1813. Il documento era formato da 23 punti (detti anche sentimenti); secondo le intenzioni di Morelos questo documento doveva essere la base fondante della carta costituzionale del Messico indipendente.
I principi fondamentali affermati in questo documento sono:
- L'affermazione dell'indipendenza del Messico (e del continente Americano) dalle potenze straniere
- La scelta della religione Cattolica come religione di Stato
- La divisione dei poteri esecutivo, legislativo e giudiziario
- La restituzione della sovranità al popolo